# Kuta Lengat Pagan
Kuta Lengat Pagan is een bestuurslaag in het regentschap Aceh Tenggara van de provincie Atjeh, Indonesië. Kuta Lengat Pagan telt 345 inwoners (volkstelling 2010).